# 14-X
Le 14-X est le prototype du véhicule hypersonique brésilien en cours de développement depuis décembre 2021. Le premier vol du moteur Scramjet du Centre de lancement d'Alcântara a été effectué avec succès à l'Operação Cruzeiro, propulsé par la fusée VSB-30 V32,.
Il utilise l'air atmosphérique comme comburant pour brûler de l'hydrogène liquide (carburant). Il n'utilise l'oxygène pour brûler le carburant que lors de la sortie de l'atmosphère terrestre et, après avoir atteint 100 000 pieds d'altitude.